# ليلاند كريس نيلسن
ليلاند كريس نيلسن (بالإنجليزية: Leland Chris Nielsen)‏ هو محامي وقاضي أمريكي، ولد في 14 يونيو 1919 في Vesper, Kansas ‏ في الولايات المتحدة، وتوفي في 23 سبتمبر 1999.